# Biblioteca Perry-Castañeda
La Biblioteca Perry-Castañeda (Perry-Casteña Library, PCL en inglés) es la principal biblioteca central del sistema de bibliotecas de la Universidad de Texas (UT) en Austin, Texas. La PCL está ubicado en 21st Street y Speedway en Austin, TX.

## Descripción
El sistema de bibliotecas del campus de UT Austin cuenta con casi ocho millones de volúmenes, lo que la sitúa como la quinta biblioteca más grande entre las instituciones académicas de los Estados Unidos y la undécima más grande en general del país.

Durante mucho tiempo se ha afirmado que la Biblioteca Perry-Castañeda fue diseñada para que, vista desde arriba, tuviera la forma de Texas. Esto lo niega oficialmente la Universidad, que afirmó: 
«Si miras el mapa del campus de la manera correcta y usas tu imaginación, es posible pensar que el contorno de la biblioteca es similar a la forma de Texas. Pero esto no fue así intencionadamente. Oficialmente se llama "forma romboidal" y complementa el edificio de la Escuela de Graduados de Negocios de diseño similar al otro lado de la calle, que se completó el mismo año.»
La PCL es un ejemplo de arquitectura brutalista y ha sido reconocida como el mejor ejemplo de este estilo arquitectónico en Austin.

## Historia
La planificación y la financiación del PCL se aprobaron en 1972, a principios de 1974 se otorgó un contrato de construcción a Stokes Construction Company y la instalación se abrió al público en 1977. La Biblioteca Perry-Castañeda lleva el nombre de dos ex profesores universitarios, Ervin S. Perry y Carlos E. Castañeda. El profesor Perry fue el primer afroamericano designado para el rango académico de profesor y el profesor Castañeda jugó un papel central en el desarrollo inicial de la Colección Benson Latinoamericana.

## Tiroteo
En la PCL tuvo lugar un tiroteo el martes 28 de septiembre de 2010. Los informes policiales indican que el estudiante Colton Tooley disparó mientras caminaba desde la calle Guadalupe hasta la entrada principal de la biblioteca. Ascendió al sexto piso donde se suicidó en la esquina noreste del piso más alto de la biblioteca y a diez metros (9,1 m) de la sección de libros infantiles. Nadie más resultó herido, excepto un esguince de tobillo que sufrió una estudiante que huía del lugar. Hubo informes de un segundo pistolero y las autoridades cerraron todo el campus durante varias horas hasta que pudieron determinar que los informes eran falsos.